# Szatmári Lajos (labdarúgó)
Szatmári Lajos, Szathmáry, Sătmăreanu (Nagyszalonta, 1944. február 21. – 2025. június 30.) román válogatott magyar labdarúgó, hátvéd, edző.

## Pályafutása

### Klubcsapatban
1958-ban a nagyszalontai Recolta csapatában kezdte a labdarúgást. 1961-ben került a Crişul Oradea együtteséhez. Itt 1962-ben mutatkozott be az élvonalban. Az 1963–64-es idényben a Flamura Roşie Arad, az 1964–65-ös idényben az ASA Târgu Mureș játékosa volt. 1965 és 1975 között a Steaua Bucureşti csapatában játszott, ahol egy bajnokságot és öt román kupát nyert az együttessel. 1975 őszén az FC Bihor Oradea csapatában szerepelt. Majd a Progresul Bucureşti játékosa lett és itt hagyta abba az aktív labdarúgást 1977-ben.

### A román válogatottban
1967 és 1973 között 44 alkalommal szerepelt a román válogatottban és egy gólt szerzett.
Egyetlen válogatottban lőtt gólját pont a magyar válogatott ellen szerezte 1972. április 29-én Budapesten, az 1972-es EB selejtezőinek rájátszásában. Anghel Iordănescu szögletből beívelt labdáját úgy fejelte be, hogy a beadás pillanatában magyarul azt kiáltotta „hagyjad!”, a magyar védők elengedték a labdát, ő pedig könnyedén gólt fejelhetett. Ezzel a találattal döntetlenre végződött találkozó, így a román válogatott egy lépésre került az EB szerepléstől. Az EB-re végül mégis a magyar válogatott jutott ki, ahol utolsó (negyedik) lett.
Részt vett az 1970-es mexikói világbajnokságon. Nyolcszoros olimpiai válogatott.

## Sikerei, díjai
- Román bajnokság
  - bajnok: 1967–68
  - 3. hely: 1969–70, 1970–71
- Román kupa
  - győztes: 1966, 1967, 1969, 1970, 1971

## Statisztika

### Mérkőzései a román válogatottban
| Románia | Románia              | Románia                                 | Románia       | Románia  | Románia       | Románia       | Románia | Románia |
| #       | Dátum                | Helyszín                                | Hazai         | Eredmény | Vendég        | Kiírás        | Gólok   | Esemény |
| ------- | -------------------- | --------------------------------------- | ------------- | -------- | ------------- | ------------- | ------- | ------- |
| 1.      | 1967. január 4.      | Montevideo, Estadio Gran Parque Central | Uruguay       | 1 – 1    | Románia       | barátságos    | -       |         |
| 2.      | 1967. március 8.     | Athén, Leofóru Alexándrasz Stadion      | Görögország   | 1 – 2    | Románia       | barátságos    | -       |         |
| 3.      | 1967. március 22.    | Párizs, Parc des Princes                | Franciaország | 1 – 2    | Románia       | barátságos    | -       | 64'     |
| 4.      | 1967. október 29.    | Krakkó, Wisla Stadion                   | Lengyelország | 0 – 0    | Románia       | barátságos    | -       |         |
| 5.      | 1967. november 22.   | Bukarest, Augusztus 23. Stadion         | Románia       | 1 – 0    | NSZK          | barátságos    | -       |         |
| 6.      | 1968. október 27.    | Oeiras, Estádio Nacional do Jamor       | Portugália    | 3 – 0    | Románia       | vb-selejtező  | -       |         |
| 7.      | 1968. november 6.    | Bukarest, Augusztus 23. Stadion         | Románia       | 0 – 0    | Anglia        | barátságos    | -       |         |
| 8.      | 1968. november 23.   | Bukarest, Augusztus 23. Stadion         | Románia       | 2 – 0    | Svájc         | vb-selejtező  | -       |         |
| 9.      | 1969. január 15.     | London, Wembley Stadion                 | Anglia        | 1 – 1    | Románia       | barátságos    | -       |         |
| 10.     | 1969. április 16.    | Pireusz, Karaiszkákisz Stadion          | Görögország   | 2 – 2    | Románia       | vb-selejtező  | -       |         |
| 11.     | 1969. május 14.      | Lausanne, Olimpiai Stadion              | Svájc         | 0 – 1    | Románia       | vb-selejtező  | -       |         |
| 12.     | 1969. szeptember 3.  | Belgrád, JNA Stadion                    | Jugoszlávia   | 1 – 1    | Románia       | barátságos    | -       |         |
| 13.     | 1969. október 12.    | Bukarest, Augusztus 23. Stadion         | Románia       | 1 – 0    | Portugália    | vb-selejtező  | -       |         |
| 14.     | 1969. november 16.   | Bukarest, Augusztus 23. Stadion         | Románia       | 1 – 1    | Görögország   | vb-selejtező  | -       |         |
| 15.     | 1970. február 9.     | Lima, Estadio San Martín de Porres      | Peru          | 1 – 1    | Románia       | barátságos    | -       | 81'     |
| 16.     | 1970. április 8.     | Stuttgart, Neckarstadion                | NSZK          | 1 – 1    | Románia       | barátságos    | -       |         |
| 17.     | 1970. április 28.    | Reims, Stade Auguste Delaune            | Franciaország | 2 – 0    | Románia       | barátságos    | -       |         |
| 18.     | 1970. május 6.       | Bukarest, Augusztus 23. Stadion         | Románia       | 0 – 0    | Jugoszlávia   | barátságos    | -       |         |
| 19.     | 1970. június 2.      | Guadalajara, Estadio Jalisco (MEX)      | Anglia        | 1 – 0    | Románia       | vb-csoportkör | -       |         |
| 20.     | 1970. június 6.      | Guadalajara, Estadio Jalisco (MEX)      | Csehszlovákia | 1 – 2    | Románia       | vb-csoportkör | -       |         |
| 21.     | 1970. június 10.     | Guadalajara, Estadio Jalisco (MEX)      | Brazília      | 3 – 2    | Románia       | vb-csoportkör | -       |         |
| 22.     | 1970. október 11.    | Bukarest, Augusztus 23. Stadion         | Románia       | 3 – 0    | Finnország    | Eb-selejtező  | -       |         |
| 23.     | 1970. november 11.   | Cardiff, Ninian Park                    | Wales         | 0 – 0    | Románia       | Eb-selejtező  | -       |         |
| 24.     | 1970. december 2.    | Amszterdam, Olimpiai Stadion            | Hollandia     | 2 – 0    | Románia       | barátságos    | -       |         |
| 25.     | 1971. április 21.    | Újvidék, Vojvodina Stadion              | Jugoszlávia   | 0 – 1    | Románia       | barátságos    | -       |         |
| 26.     | 1971. május 16.      | Pozsony, Tehelné pole                   | Csehszlovákia | 1 – 0    | Románia       | Eb-selejtező  | -       |         |
| 27.     | 1971. szeptember 22. | Helsinki, Olimpiai Stadion              | Finnország    | 0 – 4    | Románia       | Eb-selejtező  | -       |         |
| 28.     | 1971. november 14.   | Bukarest, Augusztus 23. Stadion         | Románia       | 2 – 1    | Csehszlovákia | Eb-selejtező  | -       |         |
| 29.     | 1971. november 24.   | Bukarest, Augusztus 23. Stadion         | Románia       | 2 – 0    | Wales         | Eb-selejtező  | -       |         |
| 30.     | 1972. április 8.     | Bukarest, Augusztus 23. Stadion         | Románia       | 2 – 0    | Franciaország | barátságos    | -       |         |
| 31.     | 1972. április 29.    | Budapest, Népstadion                    | Magyarország  | 1 – 1    | Románia       | Eb-selejtező  | 1       | 56'     |
| 32.     | 1972. május 14.      | Bukarest                                | Románia       | 2 – 2    | Magyarország  | Eb-selejtező  | -       |         |
| 33.     | 1972. május 17.      | Belgrád, JNA stadion (YUG)              | Magyarország  | 2 – 1    | Románia       | Eb-selejtező  | -       |         |
| 34.     | 1972. június 17.     | Bukarest, Augusztus 23. Stadion         | Románia       | 3 – 3    | Olaszország   | barátságos    | -       | 85'     |
| 35.     | 1972. szeptember 3.  | Craiova, Stadionul Central              | Románia       | 1 – 1    | Ausztria      | barátságos    | -       |         |
| 36.     | 1972. szeptember 20. | Helsinki, Olimpiai Stadion              | Finnország    | 1 – 1    | Románia       | vb-selejtező  | -       |         |
| 37.     | 1972. október 29.    | Bukarest, Augusztus 23. Stadion         | Románia       | 2 – 0    | Albánia       | vb-selejtező  | -       |         |
| 38.     | 1973. április 18.    | Kijev, Központi stadion                 | Szovjetunió   | 2 – 0    | Románia       | barátságos    | -       |         |
| 39.     | 1973. május 6.       | Tirana, Qemal Stafa Stadion             | Albánia       | 1 – 4    | Románia       | vb-selejtező  | -       |         |
| 40.     | 1973. május 27.      | Bukarest, Augusztus 23. Stadion         | Románia       | 1 – 0    | NDK           | vb-selejtező  | -       |         |
| 41.     | 1973. szeptember 26. | Lipcse, Zentralstadion                  | NDK           | 2 – 0    | Románia       | vb-selejtező  | -       |         |
| 42.     | 1973. október 14.    | Bukarest, Augusztus 23. Stadion         | Románia       | 9 – 0    | Finnország    | vb-selejtező  | -       |         |
|         | Összesen             |                                         |               | 42       | mérkőzés      |               | 1       | gól     |